# Louis Lubonis
Louis Lubonis, né le 9 août 1815 à Nice (alors province de Nice du royaume de Sardaigne) et mort le 12 juillet 1893 à Nice (Alpes-Maritimes, France), est un homme politique français, député des Alpes-Maritimes sous le Second Empire (1860-1868).

## Biographie
Il est le fils de César François Lubonis, commissaire de police à Nice, et de Marie Thérèse Massiera, et le frère d'Auguste Lubonis, médecin et conseiller municipal de Nice sous le Second Empire. De son mariage avec Emma Gaudais de Nantes, il aura un fils, Oswald, président du Conseil de préfecture des Alpes-Maritimes, mort sans descendance. Il aura aussi une fille, Marie, qui épousera Jules Tourtel le 11 octobre 1882 à Nice et lui permettra d'avoir une nombreuse descendance.
Il fait ses études au collège des Jésuites de Nice (actuel lycée Masséna) puis à l'université de Turin. Il obtient le grade de docteur en droit. Devient ensuite avocat à Nice et conseiller à la cour d'appel de Nice. Il est également élu conseiller provincial en 1852, mandat qu'il conserve jusqu'en 1859. Plutôt hostile à l'annexion du comté de Nice à la France, il s'y rallie cependant et se trouve nommé gouverneur provisoire de la province de Nice le 2 mars 1860, afin de préparer le plébiscite qui doit ratifier le changement de souveraineté.
Après l'annexion, il est élu en tant que candidat officiel député de la première circonscription des Alpes-Maritimes, en décembre 1860. Il est réélu, toujours comme candidat officiel, en juin 1863. Bonapartiste libéral, il siège dans la majorité mais se rapproche du Tiers parti. 
Il fait partie des 42 signataire d'un amendement voté le 19 mars 1866 et invitant l'empereur à faire des "concessions libérales" . Peu populaire, il démissionne de ce mandat en septembre 1868 et devient alors directeur de la succursale de la Banque de France à Nice, poste qu'il occupe de 1868 à 1881. Le maire de Nice, François Malausséna, lui succède en tant que député. Entre-temps, Louis Lubonis est élu conseiller général du canton de Saint-Martin-Lantosque en décembre 1860 et président du conseil général des Alpes-Maritimes en 1861. Réélu en août 1864, il ne se représente pas en 1871.

## Décorations
- Commandeur de l'Ordre des Saints-Maurice-et-Lazare (juillet 1859).
- Commandeur de la Légion d'honneur (mai 1860).